# Hisam al-Din Abu l-Shawk Faris
Hussam-ad-Din Abu-x-Xawk Faris fou el segon emir o hadjib de la dinastia annàzida.
A la mort del primer i fundador, el seu pare Abu l-Fath Muhammad ibn Annaz, el 1010, el va succeir a Hulwan (1010-1046) però altres germans van obtenir alguns territoris: Muhalhil ibn Muhammad a Shahrazur, i Surkhab ibn Muhammad a Bandanidjin (Mandali) al sud, prop dels territoris dels luris.
En aquest temps la dinastia ja dominava fins a Daynawar i probablement Shabur Khwast que foren ocupades pel kakúyida Ala al-Dawla, que després de l'extinció de la branca buwàyhida de Rayy (1007) havia heretat per via femenina els seus territoris.
Inicialment es va enfrontar al visir buwàyhide Fakhr al-Mulk però fou rebutjat cap a Hulwand i després s'hi va reconciliar. Per un enllaç matrimonial va millorar les seves relacions amb els mazyàdides o Bany Mazyad.
El 1014 el buwàyhida Shams al-Dawla de Hamadan es va enfrontar al hasanwàyhida Hilal ibn Badr que va morir a la lluita i el fill del qual Tahir ibn Hilal fou fet presoner. En l'absència de Shams al-Dawla (que era a Rayy), Hisam al-Din Abu l-Shawk Faris es va apoderar de Kermansah, domini hasanwàyhida. Shams al-Dawla va sortir de Rayy, va retornar a Hamadan i va deixar lliure a Tahir, amb la condició de combatre els annàzides. Abu l-Shawk es va retirar cap a Hulwand però va rebre l'ajut d'Abu l-Hasan ibn Mazyad. Abu l-Shawk fou en general derrotat però la guerra es va aturar quan Tahir es va establir a Nahrawan i va fer la pau amb Abu l-Shawk (aquest se sometia a Tahir) i es va casar amb una dona de la seva família, però això fou una maniobra d'Abu l-Shaw que va aprofitar les cerimònies per atacar a Tahir al que va matar i es va apoderar dels territoris hasanwàyhides.
Llavors Shams al-Dawla va atacar personalment al cap annàzida, però fou derrotat en la batalla de Kermansah (1015). En la lluita entre els buwàyhides Abu Kalidjar i Djalal al-Dawla va donar suport al segon (1030) i va intentar reconciliar als dos sultans. El 1030 va ocupar Dakuka als Banu Ukayl.
Bandes irregulars d'oghuz es va apoderar de Hamadan i van atacar Dinawar i Asadabad (1029), i poc després (1030) van ocupar Mossul; Djalal al-Dawla amb el suport d'Hisam al-Din Abu l-Shawk Faris els va anar a combatre però foren derrotats encara que se'ls va poder aturar. El seu germà Surkhab es va aliar als kurds Djawani (moderns Djaf) i Abu l-Shawk va buscar l'ajut de Djalal al-Dawla; el 1037 va canviar de bàndol i va donar suport a Abu Kalidjar que estava assetjant a Djalal al-Dawla.
El 1038/1039 va ocupar Kermansah (Qarmisin) i va fer presoner al governant local un hasanwàyhida kurd atacant tot seguit les fortaleses hasanwàyhides d'Arnaba i Kulundjan. Mentre va consolidar el seu poder intern: els seus germans governaven territoris: Muhalhil ibn Muhammad a Shahrazur, i Surkhab ibn Muhammad a Bandanidjin (Mandali) al sud, prop dels territoris dels luris.
En aquest temps el kakúyida Ala al-Dawla va avançar i va conquerir els territoris fins a Mardj i el annàzida es va haver de refugiar al castell de Sirwan probablement a la vora del Diyala; el 1040 va esclatar la lluita entre en seu fill Abu l-Fath i l'oncle d'aquest Muhalhil, per la regió de Daynawar; Abu l-Fath ibn Abu l-Shawk havia estat fet presoner i el pare va haver de marxar contra el seu germà. Muhalhil va demanar ajut al kakúyida Ala al-Dawla de Hamadan que va venir amb un exèrcit i va annexionar Dinawar i Kermansah però va morir sobtadament el setembre del 1041. L'altre germà Surkhab ibn Muhammad es va apoderar de Dakuka i Abu l-Shawk va demanar ajut al buwàyhida Djalal al-Dawla de Bagdad al qual havia estat aliat (1030), però al qual s'havia oposat (1037), i amb el seu ajut va poder recuperar Hulwand.
Les relacions entre els dos germans van millorar però com que Muhalhil no volia alliberar a Abu l-Fath, el fill d'Abu l-Shawk la guerra va seguir. El 1042 va atacar a Muhalhil que va fugir a Sinda (potser Senne) però no va poder alliberar al seu fill; la mort d'Abu l-Fath (que estava captiu) i el perill turc, va permetre un arranjament de pau general.
El 1043 va morir Djalal al-Dawla i el 1045 el seljúcida Toghrul Beg va enviar al seu germanastre Ibrahim Yinal amb un exèrcit cap a Pèrsia occidental; després de la fugida del governador de Hamadan, Abu l-Shawk es va retirar de Dinawar cap a Kermansah i després es va refugiar altre cop a la ciutadella de Sirwan (abril del 1046) i els turcs van devastar els seus territoris.
Va morir l'abril del 1046. Els seus homes es van posar al servei de Muhalhil.